# Kreuzhorst

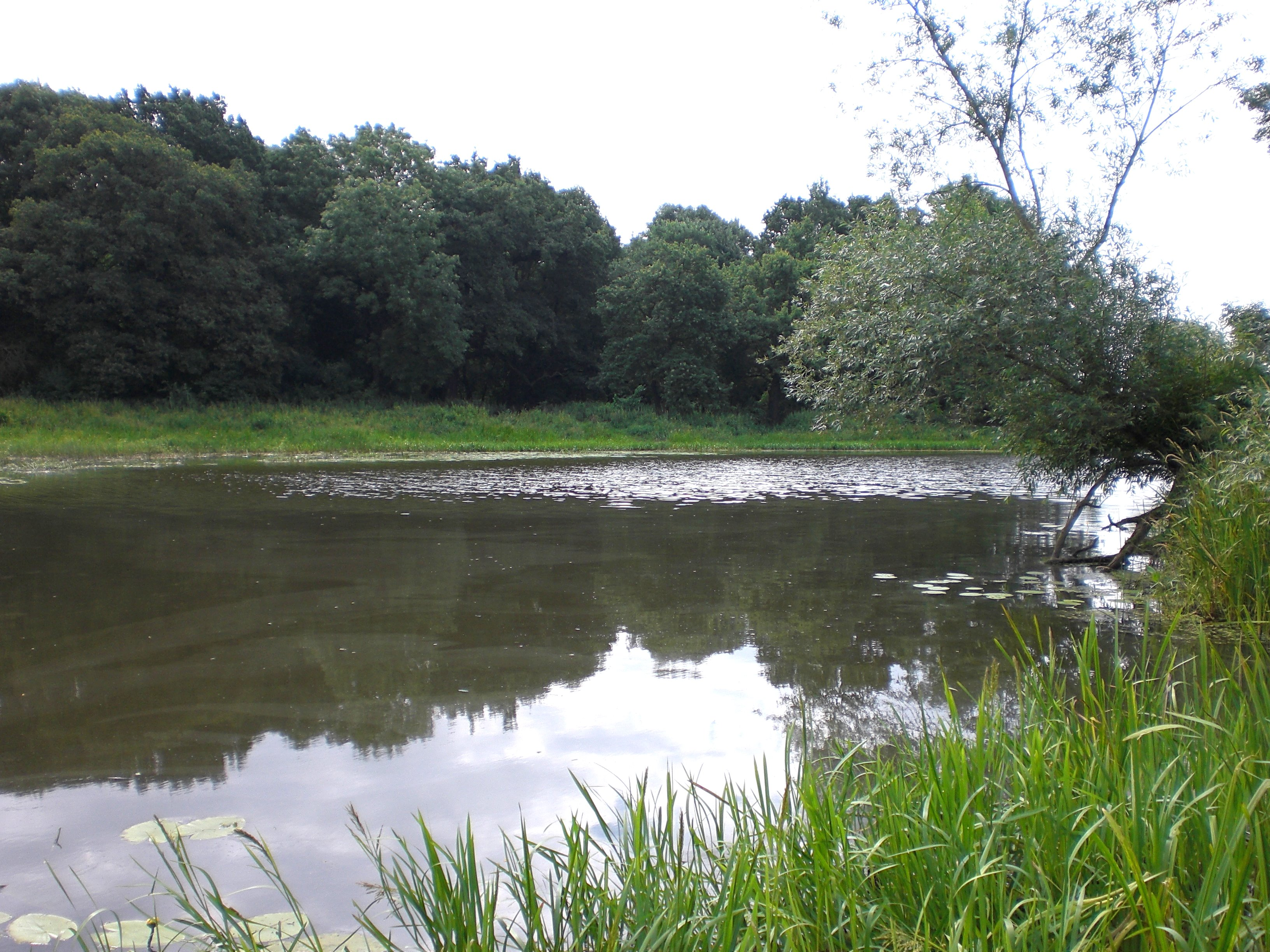
De Kuhlenhagen in Kreuzhorst

Kreuzhorst is een natuurreservaat op de rechteroever van de Elbe, in het zuidoosten van de stad Maagdenburg. Het is tevens een van de 40 stadsdelen van Maagdenburg.

## Geografie
Kreuzhorst heeft een oppervlakte van 4,7241 km² en is onbewoond. Het grenst in het westen aan de Elbe, in het noorden aan Prester, in het oosten aan Pechau en in het zuiden aan Randau-Calenberge. Een oude zijarm van de Elbe ligt binnen het gebied, alsook de Kuhlenhagen, de Mönchsseen, de Mönchsgraben en de Franzosengraben. In het oosten bevindt zich het Waldfriedhof Pechau.